# Aranjuez
Aranjuez er en by og kommune i det centrale Spanien i Madrid-regionen. Den har et indbyggertal på 62.292 (2024) indbyggere.